# Fiat Idea
Les Fiat Idea et Lancia Musa sont les deux petits monospaces du groupe FIAT. Sur le plan technique, ils partagent la même plate-forme ZFA 350, dérivée de la Fiat Punto II, et possèdent de grands liens de parenté. Esthétiquement, seules leurs faces avant et arrière diffèrent. La finition intérieure du Lancia Musa apparaît également plus cossue, avec notamment l'emploi de tissus de meilleure qualité. Le Fiat Idea constitue donc l'offre populaire et le Lancia Musa constitue quant à lui la version luxueuse du petit monospace, destinée à une clientèle plus aisée.

## Historique
Le Fiat Idea a été lancé en janvier 2004 et 9 mois après, en octobre de la même année, le Lancia Musa. Ces minispaces sont, avec leur concurrent l'Opel Meriva, les précurseurs de leur segment. Renault, avec le Modus, s'est bien plus tard joint à eux. Commercialement, cette catégorie ne bénéficie pas d'un succès retentissant, au contraire des monospaces compacts plus grands.

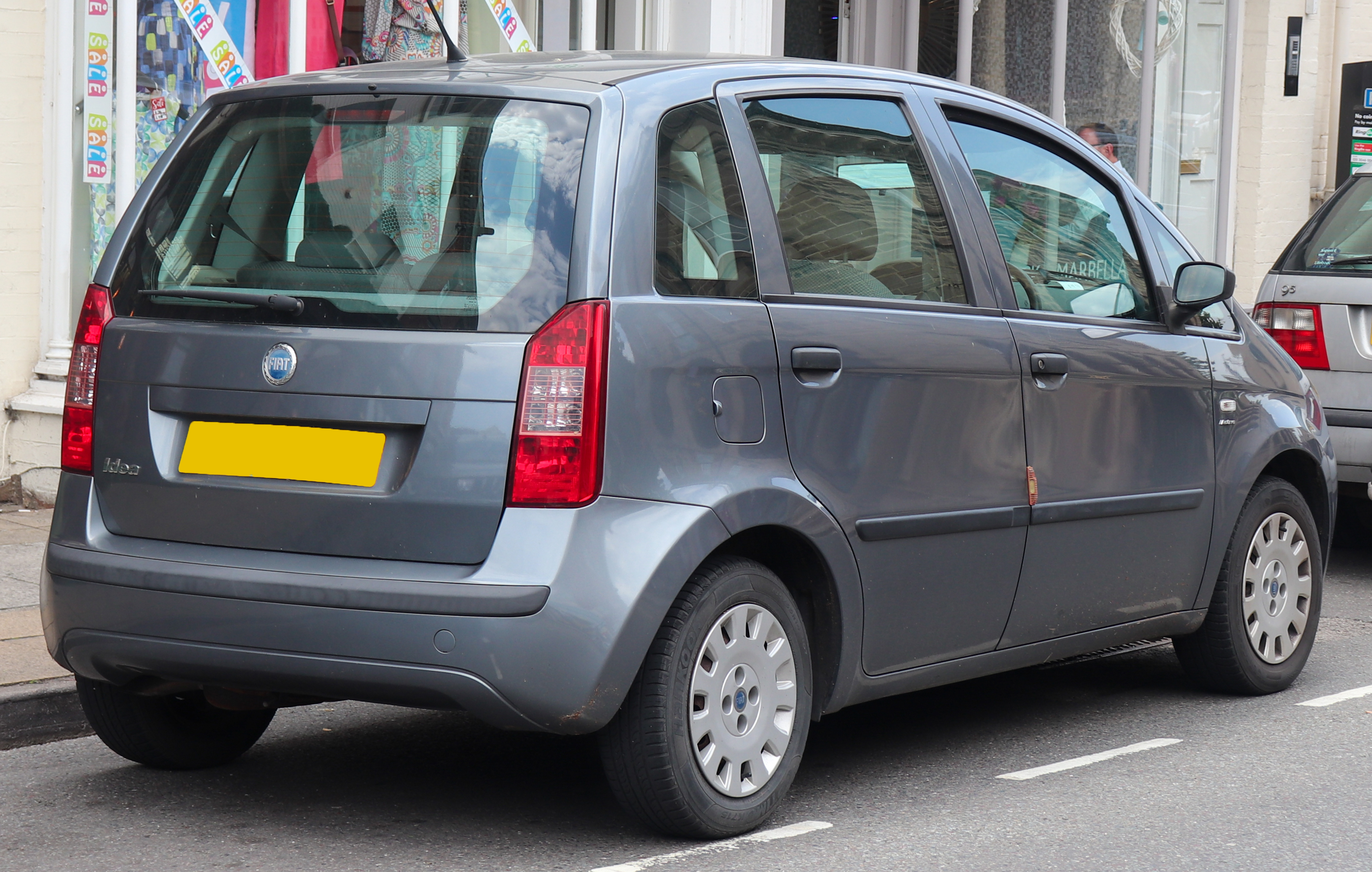
Fiat Idea phase 1

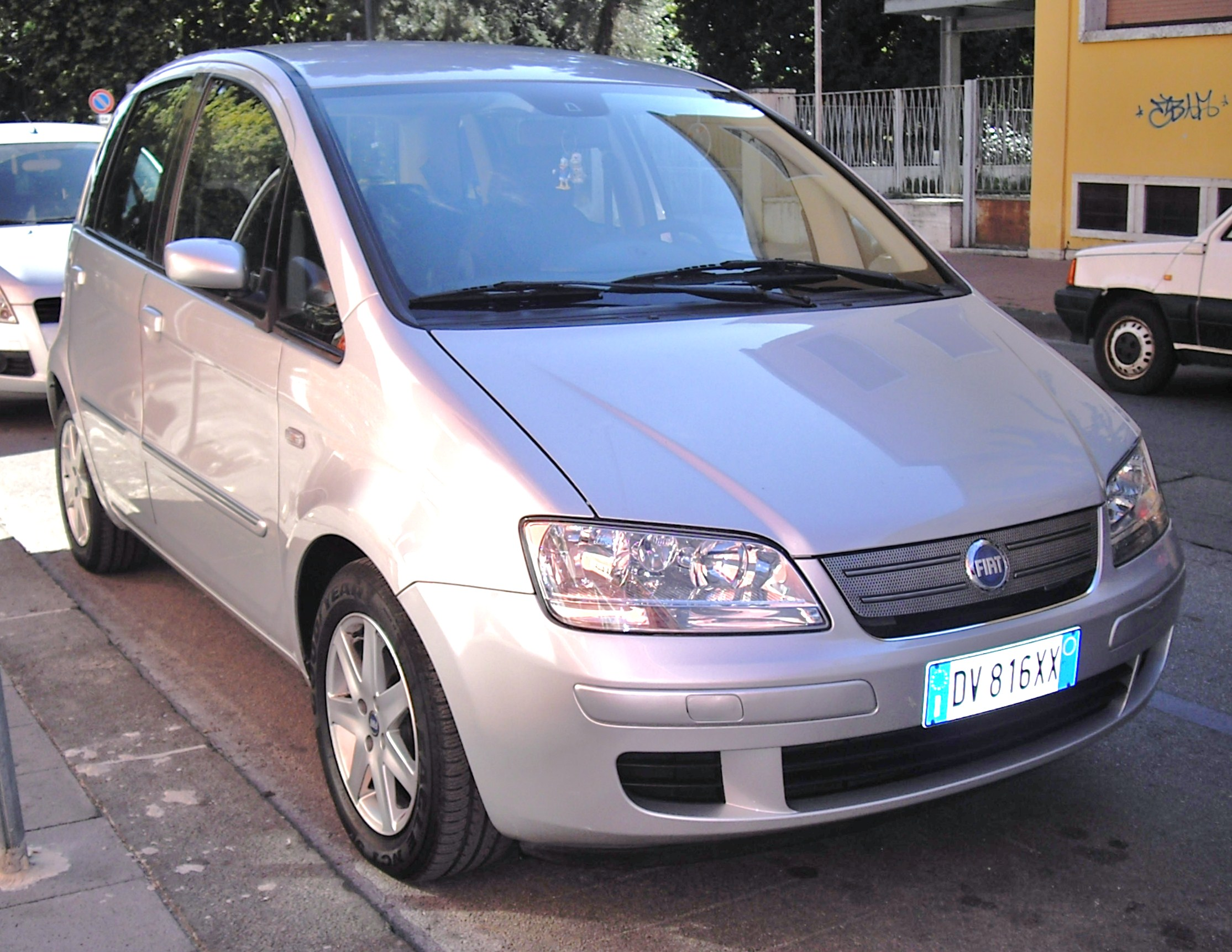
Fiat Idea phase 2

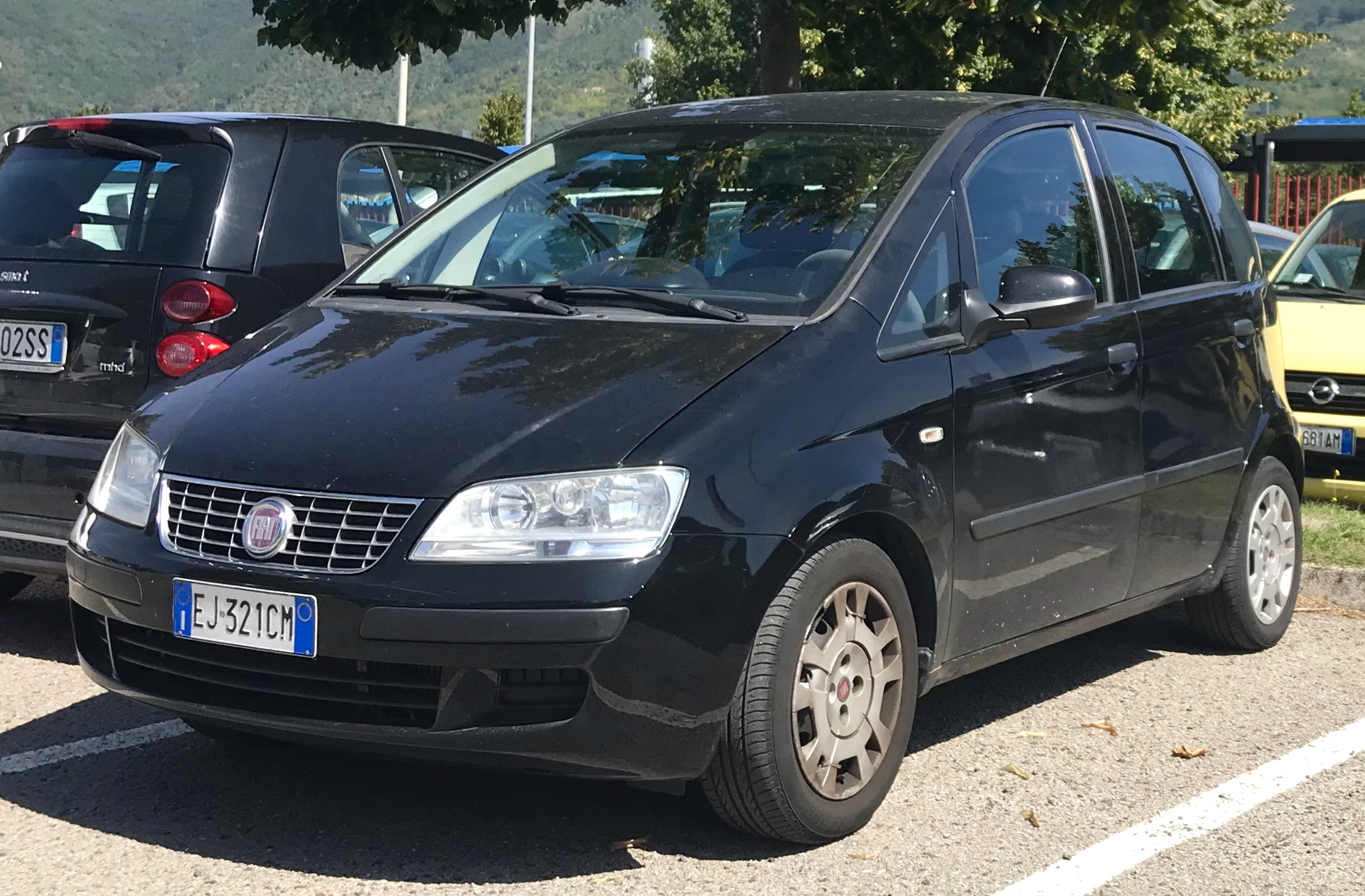
Fiat Idea phase 3

Le Fiat Idea est le premier petit monospace du groupe Fiat. Esthétiquement, ses traits sont souples et sobres, avec deux nervures sur le capot et une calandre en nid d’abeille. Quant aux optiques, ils rappellent ceux de la Punto II.
À l'intérieur, la planche de bord, revêtue de plastique moussé, présente un combiné d'affichage central. Bien qu'il ne mesure que 3,93 m de long, le Fiat Idea fait valoir une habitabilité enviable, permettant à cinq personnes de voyager confortablement.
Lancé en janvier 2004, il est d'abord disponible avec trois motorisations, deux moteurs essences 1,2 litre 16v (80 ch), 1,4 litre 16v (95 ch), et un diesel 1,9 litre MJT (100 ch).
En septembre 2004, Fiat lance une série limitée à 1 300 exemplaires dénommée « Skydome », laquelle offre un toit ouvrant panoramique du même nom, ainsi qu'un régulateur de vitesse en plus des équipements de la finition Class, disponible uniquement en diesel.
Courant 2005, le petit 1,2 litre 16v de 80 ch est remplacé par le 1,4 litre 8v de 77 ch et le petit moteur diesel 1.3 Multijet 70 ch, apparu sur la Panda II en 2004, vient seconder le 1.9 MJT de 100 ch.
La série limitée Skydome est de nouveau proposée en avril 2005, disponible sur les moteurs 1.3 JTD 70 et 1.9 JTD 100 avec toit ouvrant panoramique, radio CD, climatisation automatique, jantes en aluminium de 15 pouces et sièges arrière coulissants séparés, en sus des équipements de série de la version normale.
Fiat a restylé discrètement son minispace fin 2005 pour l'uniformiser avec la version fabriquée au Brésil. Le Fiat Idea se présente avec un nouveau look : sa calandre est désormais chromée, et ses phares transparents. De nouvelles couleurs, de nouveaux revêtements intérieurs et des nouvelles motorisations sont disponibles.
Avec ses deux moteurs essence, ses trois Diesel Multijet et quatre niveaux de finition, le nouveau Fiat Idea est plus polyvalent.
Début 2006, on comptait environ 11 000 Idea en circulation en France, la motorisation la plus diffusée étant le 1.3 Multijet de 70 ch.

### Motorisations
| Modèle                          | Année modèle | Motorisation                     | Cylindrée cm³ | Puissance      | Couple max Nm | Emissions CO₂ (g/km) | 0–100 km/h (secondi) | Vitesse max (km/h) | Consommation moyenne (km/l) |
| 1.2 Fire 16V                    | 2005-2010    | 4 cylindre en ligne, Essence     | 1242          | 59 kW (80 CV)  | 114           | 154                  | 13,5                 | 163                | 15,4                        |
| 1.4 Fire 8V                     | 2006-2011    | 4 cylindre en ligne, Essence     | 1368          | 57 kW (77 CV)  | 115           | 146                  | 15,5                 | 163                | 16,1                        |
| 1.4 Fire 16V                    | 2003-2010    | 4 cylindre en ligne, Essence     | 1368          | 70 kW (95 CV)  | 128           | 157                  | 11,5                 | 175                | 15,2                        |
| 1.4 Fire 16V Start&Stop         | 2010         | 4 cylindre en ligne, Essence     | 1368          | 70 kW (95 CV)  | 128           | 140                  | 11,5                 | 175                | 16,4                        |
| 1.4 Easy Power                  | 2008-2010    | 4 cylindre en ligne, Essence/GPL | 1368          | 57 kW (77 CV)  | 115           | 119                  | 13,5                 | 163                | 13,5                        |
| 1.3 Multijet 16V 70             | 2003-2010    | 4 cylindre en ligne, Diesel      | 1248          | 51 kW (69 CV)  | 180           | 135                  | 15,4                 | 159                | 19,6                        |
| 1.3 Multijet 16V 90             | 2005-2010    | 4 cylindre en ligne, Diesel      | 1248          | 66 kW (90 CV)  | 200           | 129                  | 12,5                 | 173                | 20,4                        |
| 1.3 Multijet 16V DPF Start&Stop | 2010         | 4 cylindre en ligne, Diesel      | 1248          | 70 kW (95 CV)  | 200           | 114                  | 12,5                 | 173                | 23,3                        |
| 1.6 Multijet 16V                | 2008-2010    | 4 cylindre en ligne, Diesel      | 1598          | 88 kW (120 CV) | 300           | 129                  | 9,9                  | 190                | 20,4                        |
| 1.9 Multijet                    | 2003-2007    | 4 cylindre en ligne, Diesel      | 1910          | 74 kW (100 CV) | 260           | 147                  | 11,5                 | 179                | 18,2                        |

### Finitions

#### Team
- Coussins gonflables de sécurité conducteur et passager (déconnectable)
- ABS avec EBD
- fermeture centralisée à distance
- vitres électriques AV anti-pincement
- direction assistée avec fonction City
- volant réglable en hauteur et en profondeur
- siège conducteur réglable en hauteur
- dossiers des sièges AV et banquette AR rabattables
- préinstallation radio six haut-parleurs
- pare-chocs peints

#### Class
- air conditionné
- crochets de fixation bagages dans le coffre
- plafonniers AR
- plage AR modulable
- sièges AV rabattables en tablette
- sièges AR coulissants et séparés (40/60)
- autoradio CD + 6 HP

#### Emotion
- rétroviseurs extérieurs couleur carrosserie
- rétroviseurs extérieurs électriques et dégivrants
- barres de toit
- jantes alliage 15'
- accoudoir et réglage lombaire sur sièges AV
- dossiers des sièges AR inclinables et rabattables (40/20/40)
- porte-objets sous pavillon + miroir de surveillance
- revêtement des sièges Tissu INOX
- coussins gonflables de sécurité Fiat de toit
- projecteurs antibrouillard AV
- commandes de l'autoradio au volant

#### Collezione
- Poignées et baguettes de protection latérales couleur carrosserie
- capteur de luminosité
- capteur de pluie
- climatiseur automatique avec filtre anti-pollen
- lève-vitres AR
- radar de recul
- régulateur de vitesse
- revêtement des sièges Tissu INOX/CUIR
- toit ouvrant électrique panoramique Skydome
- ESP

### Fiat Idea dans le monde

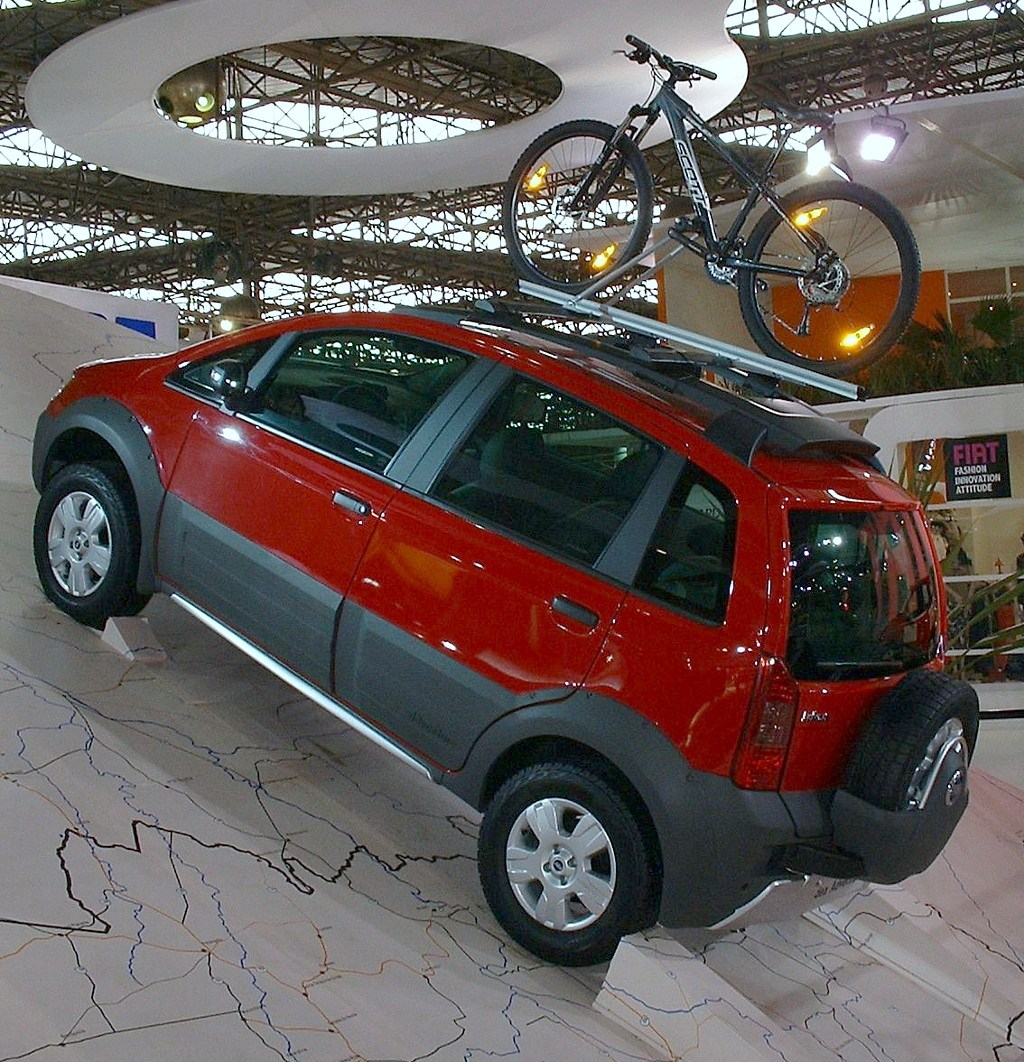
Fiat Idea Adventure phase 1

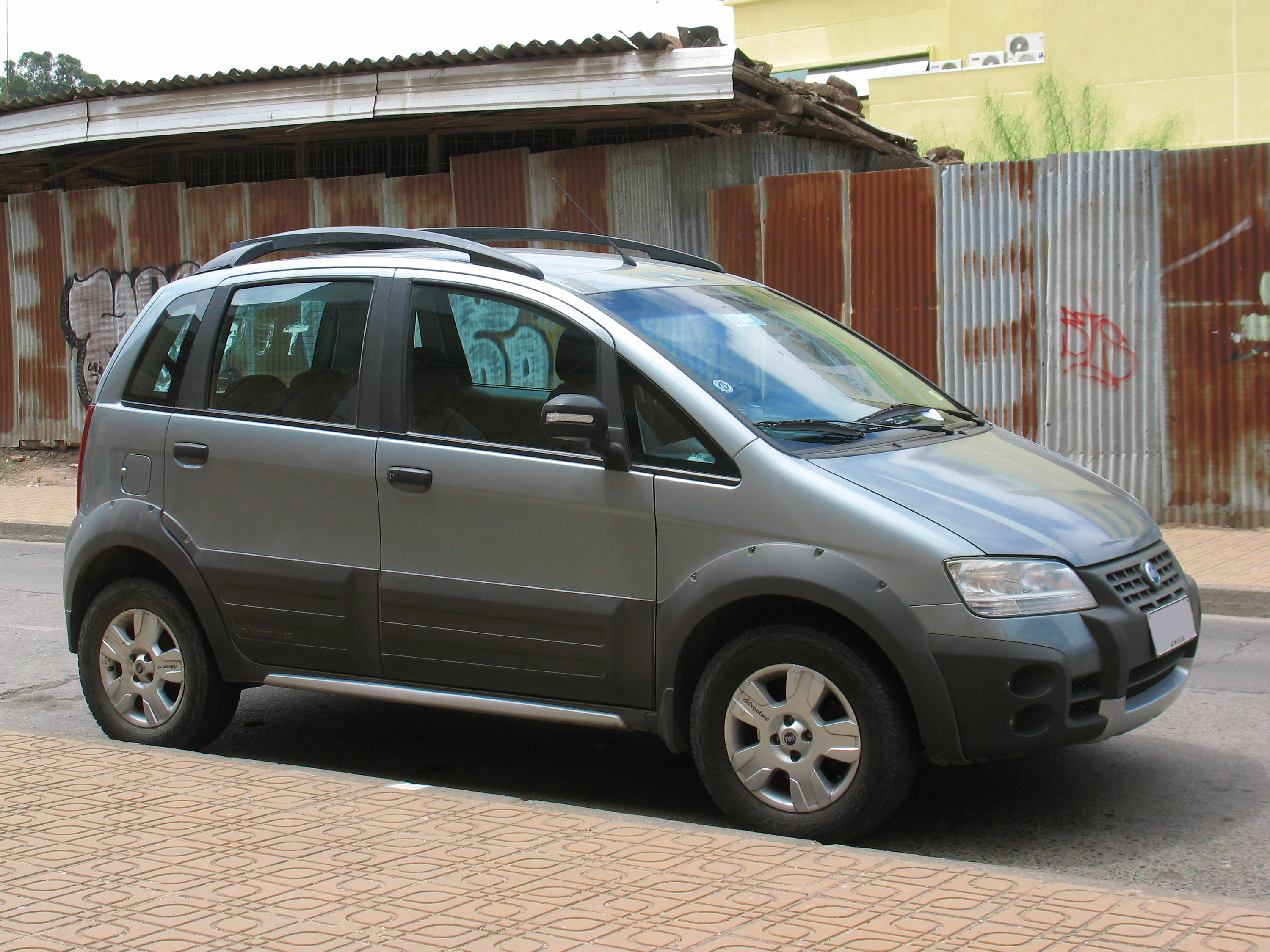
Fiat Idea Adventure phase 1

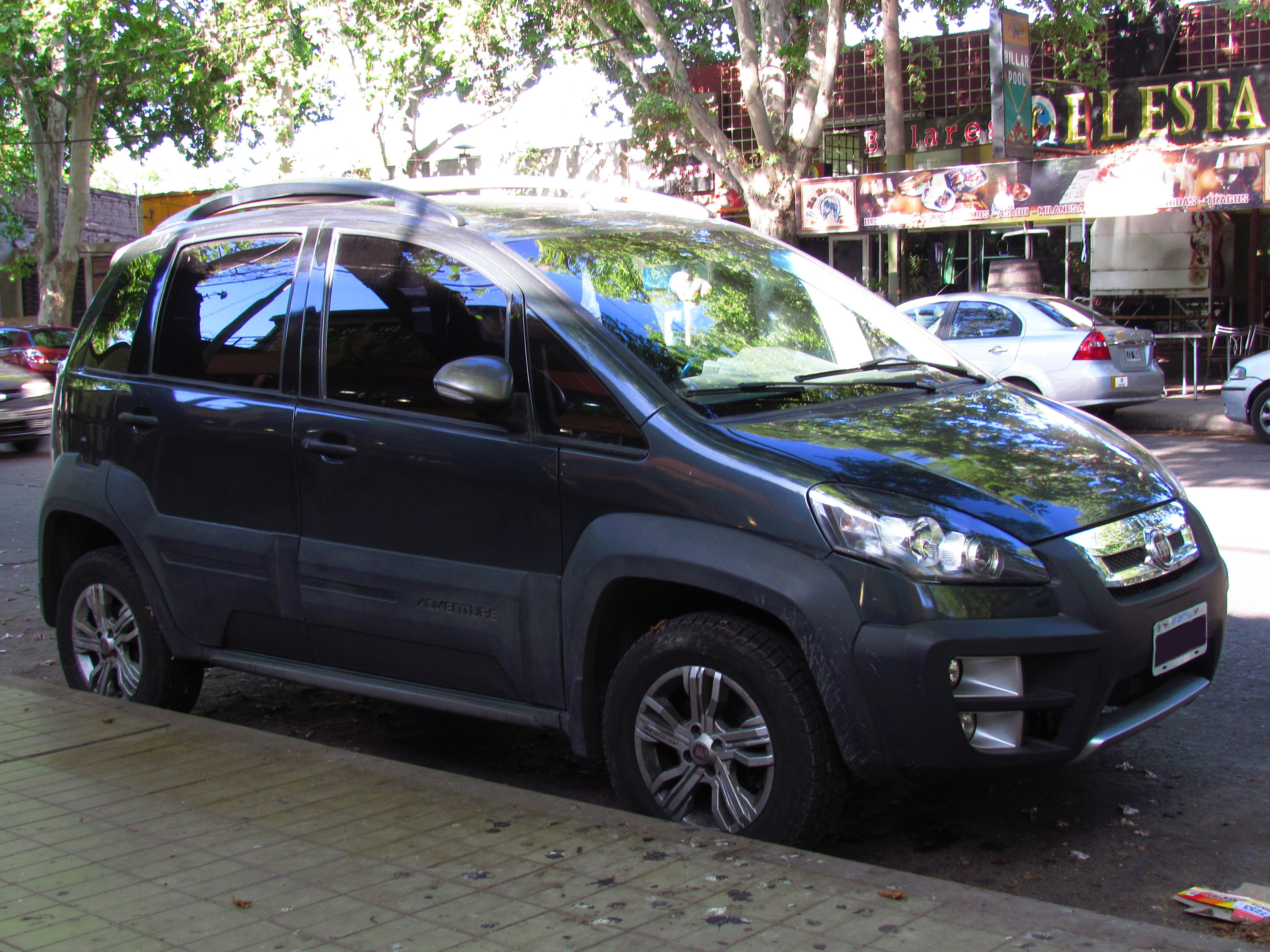
Fiat Idea Adventure phase 2

Le Fiat Idea, fabriqué en Italie pour le marché européen est aussi fabriqué au Brésil dans l'usine Fiat Automoveïs de Betim, pour le marché Sud Américain où la part de marché de Fiat atteint 25 % au Brésil. 
Bien que doté d'une carrosserie identique au modèle Italien, sa base technique est bien différente. Il repose en effet sur les bases mécaniques de la Fiat Palio et en reprend les motorisations, notamment les nouveaux moteurs Flex polycarburants. Il s'agit donc d'un modèle tout à fait différent de la version européenne. Pour bien marquer cette différence, Fiat Automoveïs, la filiale brésilienne de Fiat, l'a d'ailleurs doté d'une planche de bord spécifique, reprise de la Palio.

#### Fiat Idea Brésil 2010
C'est au mois de juillet 2010 que Fiat Automoveïs lance la seconde génération de l'Idea. Entièrement repensée, à l'extérieur comme à l'intérieur, le petit monospace Fiat a bénéficié d'une attention particulière de la part de la filiale brésilienne alors qu'en Europe l'Idea est remplacée par la Fiat 500L en 2012).
L'Idea 2 brésilienne bénéficie de nouveaux moteurs essence, un 1,6 et 1,8 litre, tous deux 16V E.torQ biocarburants, développés par FPT-Fiat Powertrain Technologies. 
La nouvelle gamme comprend sept versions (dont le baroudeur Adventure), quatre niveaux de finition et trois moteurs. Équipée comme précédemment d'un toit ouvrant Skydome, freins ABS, airbags, Bluetooth, capteurs de pluie et de luminosité, aide au stationnement. C'est toujours le seul modèle de ce segment à offrir deux moteurs Flex. C'est aussi le premier véhicule commercialisé au Brésil équipé d'un éclairage à Leds.
La fabrication de l'Idea 2 au Brésil a pris fin le 18 juin 2016. La majorité de la production de l'Idea aura été à destination du marché sud-américain. Au Brésil, plus de 265 000 unités ont été commercialisées.